# Залога
Залога ствар која је заложена. Уговором о залози обавезује се дужник или неко трећи (залогодавац) према повериоцу (залогопримцу) да му преда неку покретну ствар на којој постоји право својине да би се пре осталих поверилаца могао наплатити из њене вредности, ако му потраживање не буде исплаћено у доспелости, а поверилац се обавезује да примљену ствар чува и по престанку потраживања врати неоштећену залогодавцу.
Заложно право на покретним стварима назива се ручна залога, а заложно право на непокретностима хипотека. 

## Учесници у уговору о залози
Залогодавац - дужник који има право својине на покретној ствари или својство имаоца неког права којим може слободно располагати или треће лице које пружа обезбеђење за туђи дуг.
Заложни поверилац - лице које има заложно право на покретној ствари или праву које је предмет залоге.
Треће лице - лице које је одређено од стране једног или више заложних поверилаца да предузима правне радње ради заштите и намирења заложеног потраживања. Оно може бити један од поверилаца или неко друго лице.
Пуномоћник - лице које је овлашћено за заступање
Заинтересовано лице - лице које има правни интерес да се у Регистар заложног права упише забележба или да се бришу подаци који су уписани у Регистар, а није ни залогодавац, ни заложни поверилац.